# Vasîliv, Bila Țerkva
Vasîliv (în ucraineană Василів) este o comună în raionul Bila Țerkva, regiunea Kiev, Ucraina, formată numai din satul de reședință.

## Demografie
Componența lingvistică a comunei Vasîliv
     Ucraineană (98,81%)
     Alte limbi (1,2%)
Conform recensământului din 2001, majoritatea populației comunei Vasîliv era vorbitoare de ucraineană (98,81%), existând în minoritate și vorbitori de alte limbi.